# 由利本荘市立北内越小学校
由利本荘市立北内越小学校（ゆりほんじょうしりつ きたうてつしょうがっこう）は、秋田県由利本荘市内越にあった公立小学校。学校区は、北内越、赤田など。  

## 概要
1874年創設の伝統校。2013年廃校となり、由利本荘市立新山小学校に吸収された。2022年現在、跡地はほぼ更地となっている。
- 敷地面積：18,050m2
- 校舎面積：2,515m2
- 屋内運動場面積：m2
- 屋外運動場面積: m2

## 沿革
以下、注釈の無い項目は学校の公式サイトの情報によるもの。
- 1874年（明治7年）- 内黒瀬の恵林寺を仮校舎として設立、赤田分教場も設立する
- 1875年（明治8年）- 赤田分教場を独立し，赤田学校とする
- 1887年（明治20年）- 内黒瀬尋常小学校と改称し、赤田学校を赤田尋常小学校と改称する。
- 1903年（明治36年）- 修業年間2ケ年の高等科を併置し、内黒瀬尋常高等小学校と改称する。
- 1927年（昭和2年）内越字中の目209番地の新校舎に移転し[3]、赤田尋常小学校を合併し、校名を北内越尋常高等小学校と改称する[4]。
- 1941年（昭和16年）- 校名を北内越国民学校と改称する。
- 1947年（昭和22年）- 校名を北内越小学校と改称する。
- 1954年（昭和29年）- 校名を本荘市立北内越小学校と改称する。
- 1955年（昭和30年）- 創立80周年記念式典を挙行する。
- 1956年（昭和31年）- 帽章並びにバッチを制定する。
- 1964年（昭和39年）- 創立90周年記念式典を挙行し、校歌制定、校旗樹立する。
- 1969年（昭和44年）- 赤田分校を廃校にし、プール完成。竣工式を挙行する。
- 1972年（昭和47年） - 学校建設協議会を設立する。
- 1974年（昭和49年）- 創立100周年記念式典を挙行し、体育館を解体する。
- 1975年（昭和50年）- 第1期2期工事完了、新校舎に移転、校訓の碑の除幕式を挙行する。
- 1976年（昭和51年）- 運動場工事、固定施設取り付け工事完了する。
- 1977年（昭和52年）- 総合観察園，北小の池が完成。
- 1980年（昭和55年）- 「北小の像」完成する。
- 1981年（昭和56年）- 健康優良児校として朝日新聞社より表彰を受ける（以後計5回受賞）。
- 1982年（昭和57年）- 健康優良学校として県より表彰を受け、学校保健委員会が県より表彰を受ける。ランチルームの増築が完成する。
- 1983年（昭和58年）- 中の目山健康コースの諸設備完成する。
- 1984年（昭和59年）- 県環境緑化コンクール緑化推進委員会長賞を受け、学校図書館研究発表会を公開する。
- 1985年（昭和60年）- 白坂に「内越スキー場」造成、「雪まつり」親子健康かるた大会が各機関を通じて報道される。本荘・西目区学校経営研究会(作文指導)を公開する。
- 1986年（昭和61年）- 農林信用金庫理事長より子供銀行表彰を受ける。
- 1987年（昭和62年）- 県学校緑化コンクールで営林局長賞を受け、本荘西目区道徳、特別活動研究会を公開する。
- 1988年（昭和63年）- 県植樹祭で緑化推進委員会長賞を受ける。
- 1989年（平成元年）- 交通安全市民大会で児童会が表彰を受ける。
- 1990年（平成2年）- 優良子供銀行で大蔵大臣・本銀行総裁表彰を受ける。
- 1991年（平成3年）- 中庭整備委員会を設立し、本荘・西目区学校経営研究会を公開。
- 1992年（平成4年）本荘市緑化コンクール優秀賞受賞する。
- 1993年（平成5年）- 創立120周年を記念し、顕学の碑を建立する。
- 1994年（平成6年）- 創立120周年記念式典並びに学芸発表会を挙行する。
- 1995年（平成7年）- 郡市バレーボール大会で優勝する。
- 1996年（平成8年）- 特殊学級が新設される。
- 2003年（平成15年）- 二学期制を施行し、「あいさつ運動推進校」の委嘱を受け、地区と合同の運動会を開催
- 2004年（平成16年）11月21日 - 創立130周年記念式典並びにテーマ博を挙行する[5]。
- 2005年（平成17年）- 一市七町合併により校名を由利本荘市立北内越小学校と改称。
- 2006年（平成18年） - 屋外トイレが完成、2・3・4・5年の複式学級が開設、特別支援学級を新設する。
- 2012年（平成24年）11月23日 - 閉校記念式典挙行[6]。
- 2013年（平成25年）3月31日 - 閉校。

## 校章
- 校章掲出のページを参照。

## 校歌
- 校歌のページを参照。
- 作詞　竹内瑛二郎、　作曲　大山会三郎

## 児童数・学級数
| 年度               | 男子 | 女子 | 計 | 増減 | 学級数 | 増減 | 備考           | 出典   |
| ------------------ | ---- | ---- | -- | ---- | ------ | ---- | -------------- | ------ |
| 1999（平成11）年度 | 不明 | 不明 | 77 |      | 7      |      |                | [ 7 ]  |
| 2000（平成12）年度 | 不明 | 不明 | 74 | -3   | 7      | 0    |                | [ 8 ]  |
| 2001（平成13）年度 | 33   | 37   | 70 | -4   | 6      | -1   |                | [ 9 ]  |
| 2002（平成14）年度 | 35   | 37   | 72 | +2   | 6      | 0    |                | [ 10 ] |
| 2003（平成15）年度 | 32   | 36   | 68 | -4   | 6      | 0    |                | [ 11 ] |
| 2004（平成16）年度 | 32   | 32   | 64 | -4   | 6      | 0    | 創立130周年    | [ 12 ] |
| 2005（平成17）年度 | 29   | 27   | 56 | -8   | 6      | 0    | 由利本荘市誕生 | [ 13 ] |
| 2006（平成18）年度 | 28   | 27   | 55 | -1   | 5      | 0    |                | [ 14 ] |
| 2007（平成19）年度 | 33   | 31   | 64 | +9   | 6      | +1   |                | [ 15 ] |
| 2008（平成20）年度 | 30   | 25   | 55 | -9   | 6      | 0    |                | [ 16 ] |
| 2009（平成21）年度 | 27   | 25   | 52 | -3   | 6      | 0    |                | [ 17 ] |
| 2010（平成22）年度 | 26   | 23   | 49 | -3   | 5      | -1   |                | [ 18 ] |
| 2011（平成23）年度 | 29   | 26   | 55 | +6   | 5      | 0    |                | [ 19 ] |
| 2012（平成24）年度 | 23   | 22   | 45 | -10  | 4      | -1   |                | [ 20 ] |

## 主な進学先
- 由利本荘市立出羽中学校

## 最寄駅
- 羽後岩谷駅

## アクセス
- 羽後交通　　岩谷線

## 学区内周辺

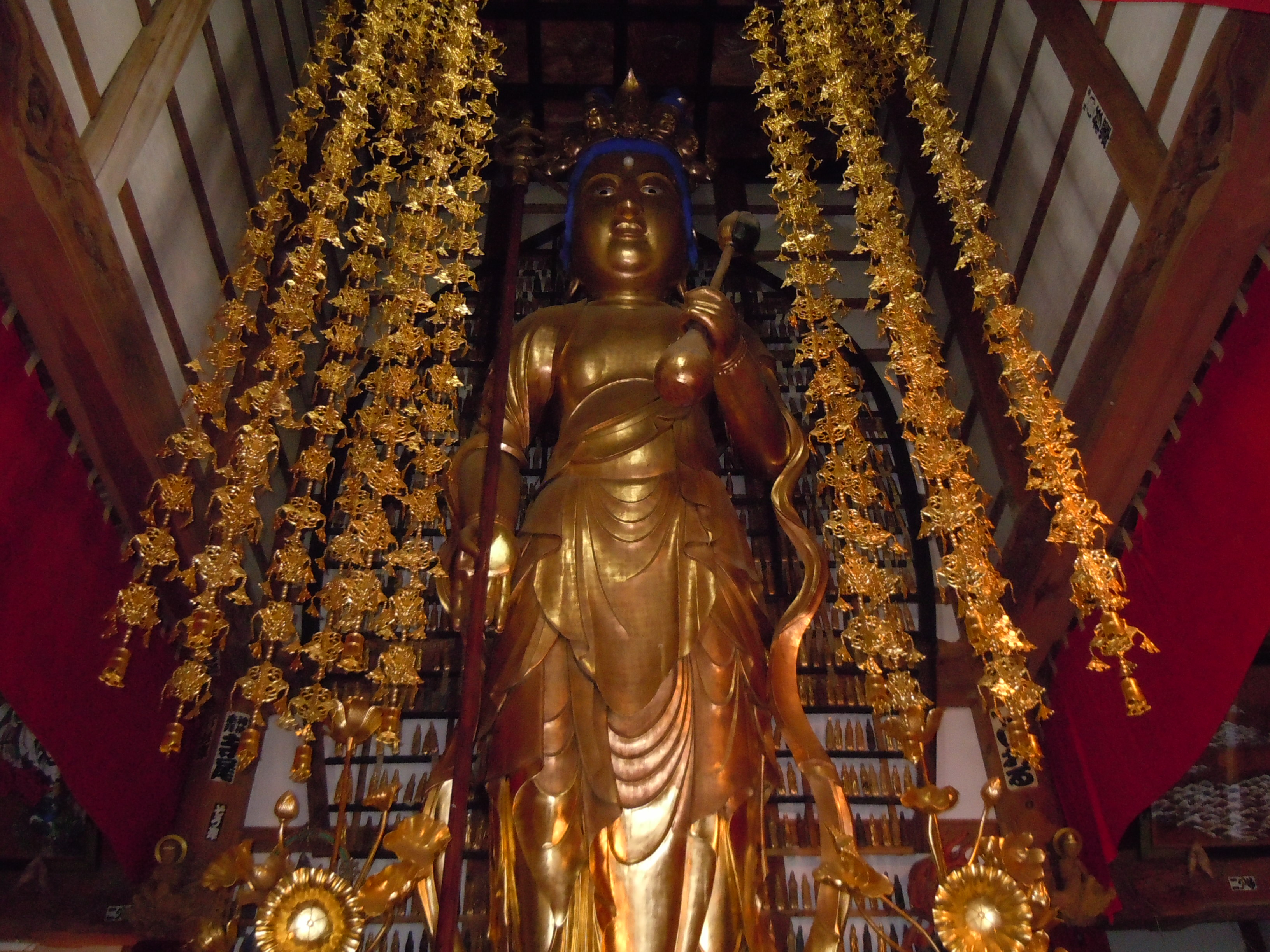
赤田の大仏
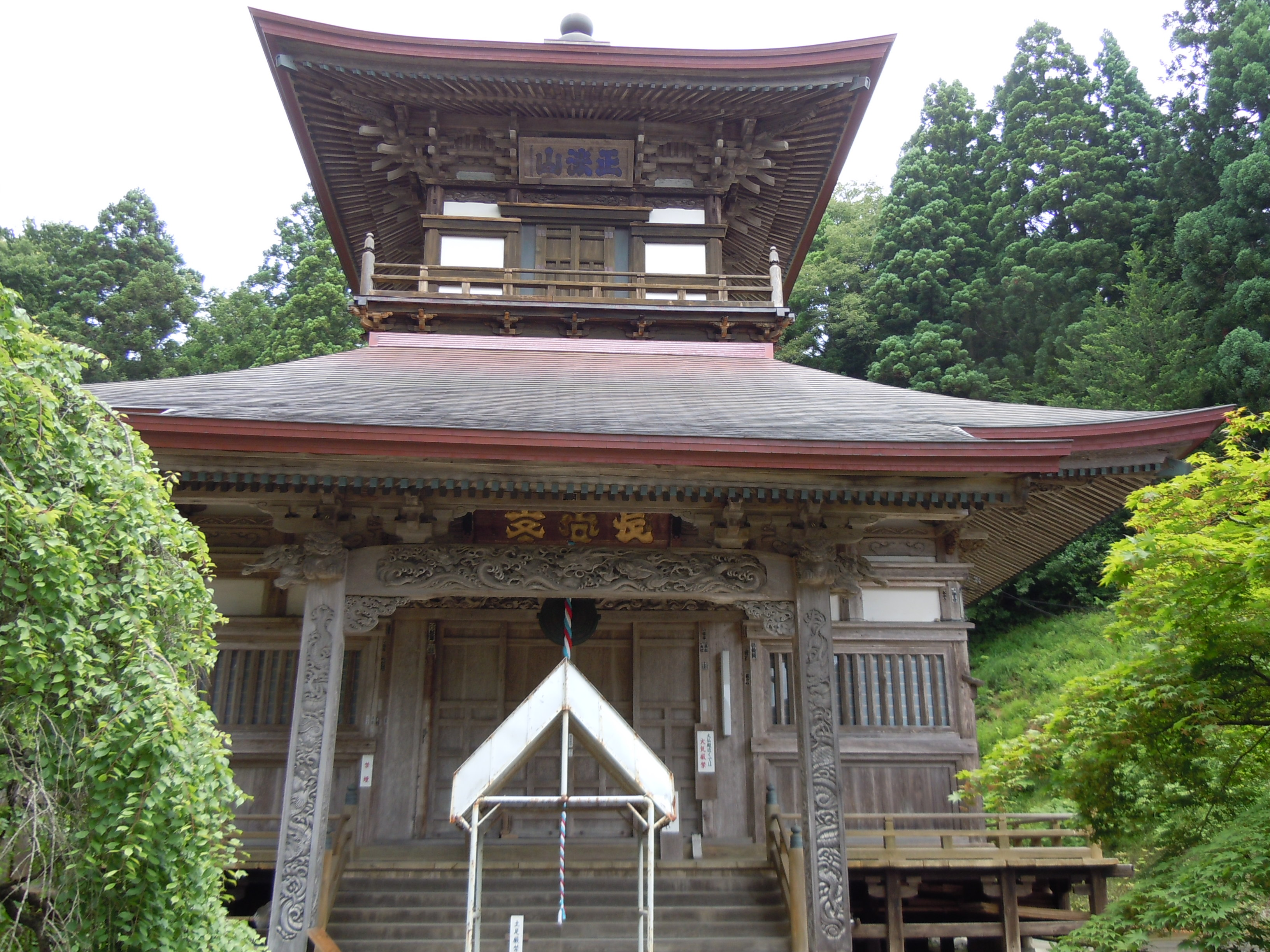
長谷寺

## ギャラリー

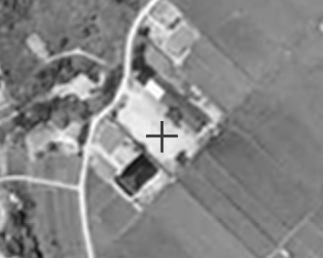
1960年代撮影の赤田分校（坂ノ下）